# Deficyt handlowy
Deficyt handlowy – ujemna różnica między wartością eksportu a wartością importu wszystkich dóbr i usług w danym państwie.